# Österreichischer Bauherrenpreis 1996
Mit dem Österreichischen Bauherrenpreis der Zentralvereinigung der Architekten Österreichs wurden im Jahr 1996 die folgenden Projekte ausgezeichnet:
| Realisierung                                          | Bauherr | Planer                             |
| ----------------------------------------------------- | --- | ---------------------------------- |
| Erweiterung Rathaus Lustenau                          | Bauamt der Marktgemeinde Lustenau mit Altbürgermeister Dieter Alge und Bürgermeister Hans-Dieter Grabher                                                    | Erich Steinmayr                    |
| Forschungszentrum Seibersdorf                         | ÖFZ Seibersdorf mit J. Fröhlich | Coop Himmelb(l)au                  |
| Kunsthalle Krems                                      | Stadtgemeinde Krems an der Donau mit Altbürgermeister Erich Grabner und Bürgermeister Franz Hölzl, Land NÖ mit Landeshauptmannstellvertreterin Liese Prokop | Adolf Krischanitz                  |
| Mursteg in Murau                                      | Stadtgemeinde Murau mit Bürgermeister Alfred Kalcher, Stadtbaumeister Edlinger, Amt der Steiermärkischen Landesregierung Kulturabteilung Schleich           | Meili, Peter & Partner Architekten |
| Vetterhof in Lustenau                                 | A. und H. Vetter | Roland Gnaiger                     |
| Sargfabrik Wohnheim Matznergasse ehemalige Sargfabrik | Verein für integrative Lebensgestaltung | BKK 2                              |
| Umspannwerk Mitte Salzburg                            | Salzburger Stadtwerke AG mit D.I. Tscherne und Ing. Herberg                                                                                                 | Bétrix & Consolascio mit E. Maier  |